# 환부 거부
환부거부(還付拒否) 대한민국 국회에서 의결되어 정부에 이송되어 온 법률안에 대하여 이의가 있을 때에 대통령이 지정된 기일 안에 이의서를 붙여 국회로 환부하고 재의를 요구하는 방식.
현행 대한민국 헌법은 환부거부를 인정하고 있다. 이에 따라 국회가 이미 폐회하여 버린 경우에도, 법률안에 대하여 이의가 있을 때에는 대통령은 15일 이내에 그 법률안을 국회에 환부하여야 한다. 대통령이 15일 이내에 그 법률안을 공포하거나 국회에 환부를 하지 아니한 때에도, 그 법률안은 법률로서 확정된다. 다만 현행 헌법의 경우와 같이 환부거부제가 명문으로 규정되어 있는 경우에, 일부거부 또는 수정거부가 인정되는가에 관하여 견해가 대립하고 있다. 헌법 제53조 제3항은 '대통령은 법률안의 일부에 대하여 또는 법률안을 수정하여 재의를 요구할 수 없다'라고 하여, 명문으로 일부거부 또는 수정거부를 금지하고 있다.

## 같이 보기
- 환부